# 장쉐잉
장쉐잉(중국어: 張雪迎, 병음: Zhang Xueying, 한자음: 장설영, 1997년 6월 18일 ~ )은 중국의 배우이다. 2019년 CCTV 선정 "포스트 95년 사소화단"(95后四小花旦) 중 한 명으로 선정되었다.

## 출연

### 드라마
- 2012년 장쑤 위성 텔레비전 행복극장 《산하련》 - 동악비 역
- 2013년 후난위성텔레비전 금응독파극장 《소오강호 2013》 - 노불사 역
- 2014년 후난위성텔레비전 찬석독파극장 《신조협려 2014》 - 곽양 역
- 2015년 후난위성텔레비전 찬석독파극장 《대한정연지운중가》 - 말다 역
- 2016년 후난위성텔레비전 청춘진행중 《선풍소녀 2》- 리은쇼 역
- 2016년 후난위성텔레비전 찬석독파극장 《청구호전설》 - 홍정 역
- 2016년 CCTV-8 황금강당극장 《여사부 반숙》 - 유염 역
- 2016년 후난위성텔레비전 청춘진행중 《십오년등대후조》 - 이신 역
- 2017년 CCTV-8 황금강당극장 《아적계부시우상》 - 캉니 역
- 2017년 텐센트 웹드라마 《청춘최호시》 - 초음음 역
- 2018년 아이치이 웹드라마 《포말지하》 - 윈샤모 역
- 2018년 아이치이 웹드라마 《백발》 - 용락 역
- 2019년 아이치이 웹드라마 《열혈소년》 - 허홍이 역
- 2018년 저장 위성 텔레비전 중국람극장 《포밀저하》 - 인샤모 역
- 2021년 후난위성텔레비전 금응독파극장 《이상조요중국》 - 오중문 역
- 2022년 아이치이 웹드라마 《묵백 : 더블 러브》 - 리우완완 역
- 2023년 텐센트 웹드라마 《택군기》 - 심묘 역